# تهامي نهيضة
تهامي نهيضة (بالإنجليزية: Touhami Nahida) مواليد 10 فبراير 1978 بمدينة بشار. هي عداءة جزائرية للمسافات المتوسطة متخصصة في سباق 800 و1500 متر. كانت بطلة الجزائر 7 سنوات في عدة تخصصات. شاركت في الألعاب الأولمبية مرتين ولكن دون الفوز بأي ميدالية.
بدأت تهامي حياتها المهنية بسباقات السرعة خصوصاً 200 و400 متر. حصلت على النجاح الأولى في عام 1996 في دورة الألعاب العربية للشباب بفوزها في سباق 400 متر، في نفس العام كانت بطلة الجزائر في 200 م.
تخصصة في الأخير في المسافات المتوسطة. ففي بطولة أفريقيا لألعاب القوى لعام 2002 المنظمة بتونس حلت تهامي في المركز السادس في سباق 800 متر والتاسعة في 1500 متر. كانت بدايتها الألمبية في دورة أثينا 2004 حيث كانت هنا في الدور نصف النهائي من سباق 1500 متر بوقت 4.07,21 دقيقة.
في عام 2006 كانت مرة أخرى في الدور النهائي من بطولة أفريقيا في سباقين:
- 1500 متر وحلت سادسة بزمن 4.25,25 دقيقة
- 800 متر حلت الخامسة بزمن 2.05,33 دقيقة

بعد عام أقصيت في سباق 1500 متر من الدور التمهيدي بطولة العالم 2007 في أوساكا في زمن قدره 4.14,38 دقيقة

## الإنجازات
| Année | Match                                  | Place    | Résultat | Partie  | Temps    |
| ----- | -------------------------------------- | -------- | -------- | ------- | -------- |
| 1994  | دورة الألعاب العربية للشباب            | تونس     | 2e       | 400 م   | 58,54 ثا |
| 1995  | بطولة أفريقيا لألعاب القوى للسباب      | بواكي    | 3e       | 400 م   | 57,43 ثا |
| 1996  | دورة الألعاب العربية للشباب            | اللاذقية | 2e       | 200 م   | 25,74 ثا |
|       | دورة الألعاب العربية للشباب            | اللاذقية | 1e       | 400 م   | 57,20 ثا |
| 1999  | دورة الألعاب العربية                   | إربد     | 1e       | 800 م   | 2.06,17  |
| 2002  | بطولة أفريقيا لألعاب القوى             | رادس     | 6e       | 800 م   | 2.07,01  |
|       | بطولة أفريقيا لألعاب القوى             | رادس     | 9e       | 1.500 م | 4.25,50  |
| 2003  | بطولة شمال أفريقيا لألعاب القوى        | تونس     | 2e       | 800 م   | 2.03,77  |
|       | البطولة العربية لألعاب القوى           | عمان     | 1e       | 800 م   | 2.05,73  |
|       | البطولة العربية لألعاب القوى           | عمان     | 1e       | 1.500 م | 4.25,6   |
| 2004  | دورة الألعاب العربية                   | الجزائر  | 1e       | 800 م   | 2.34,48  |
|       | دورة الألعاب العربية                   | الجزائر  | 1e       | 1.500 م | 4.35,85  |
| 2006  | بطولة العالم لألعاب القوى داخل الصالات | موسكو    | 9e       | 1.500 م | 4.19,44  |
|       | بطولة أفريقيا لألعاب القوى             | بامبوس   | 5e       | 800 م   | 2.05,33  |
|       | بطولة أفريقيا لألعاب القوى             | بامبوس   | 6e       | 1.500 م | 4.25,25  |
| 2007  | دورة ألعاب كل أفريقيا                  | الجزائر  | 3e       | 800 م   | 2.03,79  |
|       | دورة ألعاب كل أفريقيا                  | الجزائر  | 5e       | 1.500 م | 4.12,34  |

## وصلات خارجية
- تهامي نهيضة على موقع الاتحاد الدولي لألعاب القوى (الإنجليزية)
- تهامي نهيضة على موقع أوليمبيديا (الإنجليزية)